# Samudra
Samudra is een bestuurslaag in het regentschap Banyumas van de provincie Midden-Java, Indonesië. Samudra telt 4916 inwoners (volkstelling 2010).